# Margaret Mitchell
Margaret Munnerlyn Mitchell (Atlanta, Georgia, 1900. november 8. – Atlanta, Georgia, 1949. augusztus 16.) amerikai írónő. Leghíresebb, sokáig egyetlen fennmaradt művének hitt regénye az 1936-ban megjelent Elfújta a szél, amelyen tíz évig dolgozott, és amely egy csapásra világhírűvé tette.
A film bemutatása után számosan megkérdőjelezték, a szélesvásznú feldolgozás politikai kiegyensúlyozottsága eleinte nem volt olyan egyértelmű. A film ugyan elítéli a Ku-Klux-Klan tevékenységét, de a négerkérdéshez való hozzáállása miatt viszonylag nagy támadási felületet hagy mind a mai napig. Romantizálva ábrázolja, sőt, néhol egyenesen reklámozza a polgárháború előtti Délt, hangsúlyozva annak különleges értékeit, beleértve a rabszolgaság intézményét is. 1937-ben Pulitzer-díjat kapott. Regényének filmváltozatában olyan híres és tehetséges színészek játszottak, mint Vivien Leigh, Clark Gable, Leslie Howard és Olivia de Havilland. Az írónő 1949. augusztus 16-án autóbaleset áldozata lett Atlantában.

## Magyarul
- Elfújta a szél. Regény; ford. Kosáryné Réz Lola; Singer-Wolfner, Bp., 1937
- Elfújta a szél. Regény; Testvériség-Egység Kiadó, Újvidék, 1954
- Elfújta a szél, 1-3.; ford. Kosáryné Réz Lola, Sulhóf József; Kriterion, Bukarest, 1976
- Elfújta a szél. Regény, 1-2.; ford. Kosáryné Réz Lola, Sulhóf József; Európa, Bp., 1986
- Elsüllyedt múlt; szerk., bev. Debra Freer, ford. Cserna György; Alexandra, Pécs, 1996